# Nebočaj
Nebočaj är en ort i Bosnien och Hercegovina.   Den ligger i entiteten Federationen Bosnien och Hercegovina, i den centrala delen av landet, 11 km norr om huvudstaden Sarajevo. Nebočaj ligger 586 meter över havet och antalet invånare är 465.
Terrängen runt Nebočaj är kuperad. Runt Nebočaj är det ganska tätbefolkat, med 93 invånare per kvadratkilometer.. Närmaste större samhälle är Sarajevo, 10,5 km söder om Nebočaj.
Omgivningarna runt Nebočaj är en mosaik av jordbruksmark och naturlig växtlighet.